# Tim Drake
Tim Drake és un personatge de ficció de còmic i un superheroi de l'Univers DC. Dels diferents personatges que han assumit la personalitat de Robin Timothy Drake, és el tercer, va aparèixer per primera vegada en el flashback de Batman número 436 (1989).

## Biografia de ficció
En Drake era un jove que seguia les aventures d'en Batman i d'en Robin des de la mort dels pares d'en Dick Grayson. A "Un lloc solitari per morir", en Tim es proposa reunir en Dick amb Bruce, però potser no comptava amb el fet que les relacions entre ells estaven bastant deteriorades (es pot apreciar clarament en Batman núm. 416 White, Gold and Truth o en Batman: any 3) En un primer moment en Batman es va negar a prendre-ho com el seu aprenent, pel pes que li causava la mort d'en Jason, però li va dir que si estava disposat a intentar-ho no l'hi anava a impedir. En Batman li va començar a ensenyar arts marcials perquè estigués físicament preparat per enfrontar al crim i es va convertir en el seu nou ajudant.
Abans de convertir-se en el Jove Meravella, en Tim va haver de passar per una dura prova de la destinació: la mort de la seva mare i la incapacitat del seu pare, a mans de Lord Obeah. Actualment va prendre el nom de Red Robin, és a dir, com una evolució de Robin però adulta.
En Tim va entrar en acció, però no amb el vestit d'en Robin, quan va salvar en Batman de l'Espantaocells. Anteriorment havia descobert a Spider Money, que actuava com un Robin Hood informàtic i era ni més ni menys que el criminal juvenil Anarquia.
Després d'aquests incidents en Tim va començar un viatge a la recerca del seu entrenament, el qual el va portar a Europa, on prenc lliçons amb la temible Lady Shiva i va fer al seu arxienemic, Sir Edmund Dorrance, El Rei Serp.
El vestit d'en Drake és diferent al típic dels 2 primers Robins; té més protecció i noves armes, a més d'alguns canvis en el disseny. Aquest Robin va ser el primer a tenir un còmic propi, i amb això es va guanyar un arxi enemic, anomenat Cluemaster. A més va guanyar un nou amor, la filla de Cluemaster, Stephanie Brown, més coneguda per la seva identitat de superheroïna, Spoiler. Quan en Tim va prendre el mantell de Robin seu pare desconeixia la seva doble identitat.
En Robin (Tim Drake) va formar part del grup "Young Justice" i després de la mort de Donna Troy a la saga "Graduation Day", el grup es desintegra i els seus membres formen els nous Joves Titans (Teen Titans), un grup també format per vells Titans, com en Cyborg, en Beastboy i la Raven.
El 2004, el pare d'en Drake descobreix la seva identitat secreta (Robin Unmasked) i el convenç perquè deixi aquesta feina. Stephanie Brown és llavors entrenada per substituir-lo com la nova Robin ("Tambors de Guerra"). Després de la mort d'ella, en Drake torna com l'ajudant de Batman ("Jocs de Guerra").
Durant la saga Crisi d'Identitat, el pare de Tim és assassinat pel Capità Boomerang, i aquest al seu torn és assassinat pel sr. Drake. Així, Tim Drake es converteix en l'estereotip de Robin: un orfe sota la custòdia de Bruce Wayne.
Després de la saga Face to Face, Tim és adoptat legalment per Bruce Wayne i torna a viure a la Mansió Wayne després d'una temporada en un apartament situat en terrenys de la mansió.
A partir de la saga Un any després, l'uniforme d'en Robin va variar: és vermell amb botes i guants negres (els guants amb puntes com les de Batman), capa negra per fora i per dins groga (amb puntes com les de Batman). La R en el seu pit és com la de l'uniforme del Robin original.
En setmana 51 de 52, Jimmy Olsen entrevista Robin preguntant el perquè dels colors del seu nou vestit, vermell, negre i verd, al que robin li respon "Aquests van ser els seus colors", referint-se als colors de la platgera del seu etern amic Superboy (Connor Kent).
Tim Drake es destaca com el Robin més capaç a la data i s'especula que serà també l'últim, ja que en més d'una oportunitat Batman ha deixat veure que serà en Tim qui en el futur ocupi el mantell del ratpenat, encara que en la data actual Jove Meravella no vol convertir-se en Batman. De fet, tem algun dia convertir-se en un ésser tan fosc com en Bruce, ja que ell i els seus companys al viatjar al futur, van trobar a les seves versions adultes anomenats "Titans of Tomorrow", decebuts per la qual cruels que s'havien tornat i més al saber la causa, cosa que s'està descobrint en la sèrie de 52, Un Any Després.